# کونییوویتسه
کونییوویتسه (به چکی: Kunějovice) یک منطقهٔ مسکونی در جمهوری چک است که در ناحیه پلزن-شمالی واقع شده‌است. کونییوویتسه ۴٫۴ کیلومتر مربع مساحت و ۱۳۰ نفر جمعیت دارد و ۴۸۵ متر بالاتر از سطح دریا واقع شده‌است.